# مگس‌گیر توسی تاج‌دار
مگس‌گیر توسی تاجدار (نام علمی: Griseotyrannus aurantioatrocristatus) گونه‌ای از پرندگان تیرهٔ ژیان‌مرغان (Tyrannidae) است. در گذشته در سردهٔ Empidonomus با مگس‌گیرهای گونه‌گون یکی می‌شد، اما اکنون تنها گونهٔ سردهٔ Griseotyrannus در نظر گرفته می‌شود. نام Griseotyrannus aurantioatrocristatus به معنی «تیرانوس خاکستری کاکل‌دار نارنجی-سیاه» است.
در جنوب مرکزی و جنوب شرقی آمازون یافت می‌شود. زیستگاه‌های طبیعی آن جنگل‌های خشک نیمه‌گرمسیری یا گرمسیری و جنگل‌های جلگه‌ای نمناک نیمه‌گرمسیری یا گرمسیری است.